# رباط مقوس ناصف
الرِباط المُقوس النَّاصِف (بالإنجليزية: Median arcuate ligament)‏ أو الرِباط المُقوس المتوسط، هوَ رِباط أسفل الحِجاب الحاجِز يَربط ساق الحجاب الحاجز اليُمنى بساق الحجاب الحاجِز اليُسرى.

## التَركيب
يَتكون الرِباط المُقوس الناصِف من الساق اليُمنى واليسرى الخاصة بالحجاب الحاجِز، حيثُ ترتبط هذه السيقان لِتشكل قَوس، وَخلف هذا القَوس تُوجد الفُرجة الأبهرية (Aortic hiatus) وَالتي يَمر من خلالها الشِريان الأبهري والوَريد الفَردي وَالقَناة الصَدرية.

## الأهمية الطبية
قد يُؤدي ضَغط الرِباط المُقوس الناصف على  وَالشِريان وَالعُقد الباطنية إلى الإصابة بِمُتلازمة الرِباط المُقوس الناصف والتي تؤدي إلى آلام في منطقة البَطن وَفَقدان في الوَزن وَلَغط شرسوفي (Epigastric bruit).

## المَراجع
هذه المقالة تعتمد على مواد ومعلومات ذات ملكية عامة، من الطبعة العشرين لكتاب تشريح جرايز لعام 1918.

1. ↑  نموذج تأسيسي في التشريح، QID:Q1406710
2. ↑  Duncan AA (أبريل 2008). "Median arcuate ligament syndrome". Curr Treat Options Cardiovasc Med. ج. 10 ع. 2: 112–6. DOI:10.1007/s11936-008-0012-2. PMID:18325313. مؤرشف من الأصل في 2012-12-04.